# Take Me to Your Heaven
Chansons représentant la Suède au Concours Eurovision de la chanson
Kärleken är
(1998) When Spirits are calling my name
(2000)
Chansons ayant remporté le Concours Eurovision de la chanson
 Diva
(1998)  Fly on the Wings of Love
(2000)
Take Me to Your Heaven (« Emmène-moi dans ton paradis ») est la chanson gagnante du Concours Eurovision de la chanson 1999, interprétée par la chanteuse suédoise Charlotte Nilsson, aujourd'hui Charlotte Perrelli. 
La version originale suédoise de la chanson s'intitule Tusen och en natt (« Mille et une nuits »). Elle vaut à Charlotte Nilsson le prix suédois Melodifestivalen en 1999.

## À l'Eurovision
Elle est intégralement interprétée en anglais. En 1999, la règle obligeant les candidats à chanter dans une de leurs langues nationales, valable depuis 1976, est abolie. La Suède, qui a vivement contribué à ce changement de règles, peut ainsi à nouveau chanter en anglais, langue qui lui avait porté chance en 1974 avec la victoire d'ABBA et de Waterloo et qui lui porte à nouveau chance en 1999.